# Heteronutarsus zolotarevskyi
Heteronutarsus zolotarevskyi är en bönsyrseart som beskrevs av Lucien Chopard 1940. Heteronutarsus zolotarevskyi ingår i släktet Heteronutarsus och familjen Eremiaphilidae. Inga underarter finns listade i Catalogue of Life.